# Momofuku Andō
Momofuku Andō (jap. 安藤 百福 Andō Momofuku; ur. 5 marca 1910 roku w Jiayi na wyspie Tajwan, zm. 5 stycznia 2007 roku w Ikeda) – japoński wynalazca i biznesmen, a także założyciel firmy Nissin Foods. Jest znany jako wynalazca makaronów błyskawicznych oraz twórca marek Top Ramen i Cup Noodles. 

## Życiorys
Ukończył studia na uniwersytecie Ritsumeikan w Kioto.
Według Japończyka zupy miały pomóc zwalczać powojenne niedobory żywności. Wynalazek Andō zdobył popularność na całym świecie. W 2000 roku w japońskich sondażach produktów został uznany za najważniejszy wynalazek XX wieku.
Założyciel i prezes przedsiębiorstwa Nissin Foods.
W czerwcu 2005 przeszedł na emeryturę i został honorowym prezesem Nissin Foods.
Zmarł 5 stycznia 2007 roku na zawał mięśnia sercowego w wieku 96 lat. 
Był żonaty z Masako, z którą miał dwóch synów i córkę.